# 2014년 슬로바키아 대통령 선거

2차 대선 결과를 나타낸 지도: 파란색(키르카 후보), 빨간색(피초 후보)

2014년 슬로바키아 대통령 선거는 2014년 3월 15일과 29일에 치러진 대통령 선거이다. 현임 대통령인 이반 가슈파로비치는 슬로바키아 헌법 상 2회 연임을 다 채웠으므로 당선자는 2회 연임을 내다볼 수 있는 입지에 서게 된다.
주요 후보는 재벌 출신 안드레이 키스카 후보와 현 총리인 로베르토 피초의 대결이었다.
첫 선거 당시 대다수의 표를 얻은 후보자가 없어 2차 선거가 이뤄졌고 2014년 3월 29일 안드레이 키스카 후보가 59.38%로라는 대다수의 표를 얻어 당선됐다. 경쟁자 피초 후보는 약 40%를 득표했다.
키스카 후보는 비공산권 후보 최초 당선자이자 무소속으로 막대한 자산을 보유한 금융사업가 출신이다.